# Война Принцессы
«Война Принцессы» — российский художественный фильм режиссёра Владимира Аленикова.
Режиссёр позиционирует картину как «фильм о подростках, в первую очередь адресованный взрослым».
Гала-премьера фильма состоялась 25 июня 2013 года на 35-м Московском международном кинофестивале. Выход фильма в широкий прокат ожидался осенью 2013 года; была названа дата премьеры в рамках Шестого кинофорума «Я и семья» — 30 сентября.

## Сюжет
Сюжет фильма сравнивают с «Вестсайдской историей» и «Ромео и Джульеттой».
В начале 1990-х годов в вымышленном подмосковном городе Росрентген действуют две враждующие между собой банды подростков: «рентгены» (местные русские) и «абреки» (дети беженцев из кавказских республик бывшего СССР). На фоне этого противостояния между Юлькой по прозвищу «Принцесса» (Екатерина Черепухина) и Кареном (Арам Геворкян) из враждующих группировок вспыхивают чувства, и влюблённые разрываются между верностью «своим» и преданностью друг другу.

## В ролях
| Актёр                | Роль                         |
| -------------------- | ---------------------------- |
| Екатерина Черепухина | «Принцесса» (Юлька Захарова) |
| Арам Геворкян        | Карен                        |
| Анатолий Пономарёв   | Кулёк                        |
| Артур Смольянинов    | Кныш                         |
| Данила Большов       | Князь                        |
| Лянка Грыу           | Катька                       |
| Владимир Козлов      | Серый                        |
| Наталья Ионова       | Тина                         |
| Пётр Ульянов         | Рыжий                        |
| Анастасия Ален       | Граната                      |
| Тамара Тана          | мать Принцессы               |
| Бабчик Маркарян      | Фарид                        |

## Съёмочная группа
- Авторы сценария: Владимир Алеников, Денис Родимин
- Режиссёр-постановщик: Владимир Алеников
- Оператор-постановщик: Максим Осадчий
- Художник-постановщик: Фёдор Савельев
- Художник по костюмам: Наталья Ростоцкая
- Композитор: Ирена Скалерика
- Звукорежиссёр: Алексей Архипов
- Режиссёр: Светлана Рималис
- Режиссёры-педагоги: Владислав Дружинин, Тамара Тана
- Продюсер: Владимир Алеников
- Сопродюсер: Александр Голутва
- Ответственный продюсер: Аркадий Зильберман
- Ассоциативные продюсеры: Артур Илизаров, Тамара Тана, Юрий Шубаев

## История
Идея создания картины зародилась примерно в 1993 году, когда Владимир Алеников работал в Голливуде. Как вспоминает режиссёр, «я увидел по телевизору, как спрашивают мальчика: „А сколько человек вы убили?“, и он говорит — „А мы не считаем“.» Там же им был написан черновой вариант сценария, в котором главными героями были американский подросток корейского происхождения и темнокожая девочка. Окончательный вариант сценария создавался Алениковым уже в России, в 1999 году, совместно со сценаристом Денисом Родиминым. По словам Виктора Аленикова, материалы о трудных подростках собирались в милиции, но помимо того «мы засылали моего соавтора по сценарию Дениса Родимина, который выглядел сам как подросток, в молодёжные банды».
Трёхмесячный подбор актёров проходил в Санкт-Петербурге и Москве; сам фильм снимался в Одессе, где удалось найти подходящую натуру для всех мест действия (на вокзале, Молдаванке, Ближних Мельницах, у Нового рынка), а съёмки на Одесской киностудии обошлись дешевле.
В съёмках фильма, помимо актёров, уже имевших опыт игры в кино, в частности Лянки Грыу, Натальи Ионовой и Артура Смольянинова, также были задействованы и простые ребята из Москвы и подмосковных городов — в частности, Катя Черепухина, Арам Геворкян, Анатолий Пономарёв. Также в фильме снимались и настоящие беженцы.
Исполнители главных ролей Катя Черепухина и Арам Геворкян в начале съёмок крайне отрицательно относились друг к другу, хотя их герои по сюжету фильма друг в друга влюблены. Режиссёру приходилось прибегать ко всевозможным ухищрениям, чтобы гасить конфликты. Как рассказывал Алеников, «Я ему говорил: „Она же тебя оскорбляет, потому что влюблена в тебя“; то же самое с Катей: „Он по-другому не может выразить чувства“. И в итоге — всё получилось.»
Из-за конфликта между продюсером (по другим данным — инвестором) Александром Элиасбергом и Алениковым работа над фильмом «Война Принцессы» застопорилась. На основе отснятого под руководством Аленикова киноматериала и доснятых другим режиссёром сцен в 2000 году был смонтирован фильм о мальчике-наркодельце под названием «Триумф». Несмотря на то, что в титрах «Триумфа» Алеников указан как режиссёр, а также сценаристами названы Алеников и Родимин, оба они отрицают, что имеют какое-либо отношение к фильму «Триумф»; их фамилии в титрах присутствуют вопреки их желанию.
В конечном счёте Аленикову удалось вернуть себе права на «Войну Принцессы» и закончить картину. По словам режиссёра:
Не хочу пересказывать подробности этой истории. Факт в том, что я был вынужден отдать права. И на то, чтобы вернуть их себе и тем самым восстановить своё доброе имя, ушло довольно много времени. Но, в конечном счете, всё произошло так, как должно быть. С прошлым владельцем прав удалось достигнуть соглашения, так что пару лет назад я, наконец-то, получил возможность доделать свой фильм. (…) Я всегда был убеждён, что «рукописи не горят», и, слава Богу, дожил до того момента, когда зритель увидит картину.Из интервью В. Аленикова РИА Новости
За это время подростки, снимавшиеся в картине, выросли, а некоторые из них — в частности, Лянка Грыу, Артур Смольянинов и Наталья Ионова, приобрели широкую известность.

## Участие в фестивалях и награды
- 35-й Московский международный кинофестиваль — гала-премьера[7][8]
- 10-й Ереванский международный кинофестиваль «Золотой абрикос» — приз ЮКЖД «За реалистичность отражения остро-социальных проблем современности»[5][24]
- 11-й Открытый Российский фестиваль театра и кино «Амурская осень» в Благовещенске — приз кинопрессы[1][25]
- 6-й кинофорум «Я и семья» в Москве — премьера в рамках форума в кинотеатре «Художественный»[1]
- 9-й Международный кинофестиваль «Евразия» в Алма-Ате — участие в Днях российского кино[26][27]

- 9-й Международный кинофестиваль мусульманского кино в Казани — внеконкурсное участие[28]

- 4-й Санкт-Петербургский Благотворительный кинофестиваль «Детский КиноМАй» — приз «За актуальность темы»[29][30]

- 7-й Международный кинофестиваль детских фильмов FILEM’ON в Брюсселе — диплом «За выдающийся авторский фильм»[источник не указан 4176 дней]
- 17-й Международный кинофестиваль «Тёмные ночи» в Таллинне (ноябрь 2013) — специальный приз жюри «За яркое экранное воплощение художественного видения»[31]

- 3-й Международный кинофестиваль фильмов для детей и юношества «Дары волхвов» в Барселоне (январь 2014) — Гран-При[32]

- 19-й Международный кинофестиваль «Кино — детям» в Самаре (апрель 2014) — приз «За лучшую режиссуру»[33]

- 20-й кинофестиваль российского кино в Кёльне (май 2014)[34] — приз «За лучший фильм»[источник не указан 4093 дня]

- 4-й Международный молодёжный кинофестиваль «Свет миру» в Ярославле (июнь 2014) — специальный приз «За огромный вклад в оздоровление морально-нравственного климата в молодёжной среде, в преодоление агрессии и межнациональной розни»[источник не указан 4058 дней]
- 5-й Всероссийский детский кинофестиваль «Киноостров» в Санкт-Петербурге (июнь 2014) — приз «За вклад в развитие детского кинематографа»[25][35]

- 18-й Всероссийский фестиваль визуальных искусств во Всероссийском детском центре «Орлёнок» (июль 2014) — приз «За разработку темы социальных проблем в подростковом возрасте», приз Екатерине Черепухиной «За лучшую женскую роль»[36]

- 22-й Международный детский кинофестиваль «Алые Паруса» в «Артеке» (июль 2014)[37] — диплом Малого детского жюри Екатерине Черепухиной «За хорошее раскрытие образа Принцессы в фильме „Война Принцессы“»[38]

## Отзывы
Как заявил актёр Марк Дакаскос после просмотра картины, «…я счастлив сказать, что фильм был прекрасен. Все русские фильмы, что я смотрел, заставляли зрителя думать».
Заслуженный учитель Российской Федерации Е. А. Ямбург отметил, что «со времён фильма „Чучело“ такой серьёзной картины о взаимоотношениях детей не было».
Для Натальи Ионовой, до того снимавшейся только в «Ералашах», роль в фильме «Война Принцессы» стала первой ролью в полнометражном кинофильме. По словам певицы, «для меня этот фильм сыграл огромную роль в моей карьере — я думаю, что, наверное, самую важную».